# Mallidevihalli, Kadur
Mallidevihalli là một làng thuộc tehsil Kadur, huyện Chikmagalur, bang Karnataka, Ấn Độ.